# Élections législatives de 1932 dans l'Aisne
Les élections législatives françaises de 1932 se déroulent les 1er et 8 mai 1932. Dans le département de l'Aisne, sept députés sont à élire dans le cadre de sept circonscriptions.

## Élus
|   | Circonscription | Député sortant            |  | Parti | Député élu ou réélu       |  | Parti      |
| - | --------------- | ------------------------- |  | ----- | ------------------------- |  | ---------- |
| = | Château-Thierry | Henri Guernut             |  | IDG   | Henri Guernut             |  | PRRRS      |
| = | Laon-1          | Henri Rillart de Verneuil |  | RS    | Henri Rillart de Verneuil |  | RS         |
| = | Laon-2          | Léon Accambray            |  | PRRRS | Marc Lengrand             |  | SFIO       |
| = | Saint-Quentin-1 | Eugène Tricoteaux         |  | SFIO  | Eugène Tricoteaux         |  | SFIO       |
| = | Saint-Quentin-2 | Jean-Charles Deguise      |  | SFIO  | Éloi Blériot              |  | Rep. de g. |
| = | Soissons        | Georges Monnet            |  | SFIO  | Georges Monnet            |  | SFIO       |
| = | Vervins         | Albert Hauet              |  | PRRRS | Albert Hauet              |  | PRRRS      |

## Résultats

### Analyse

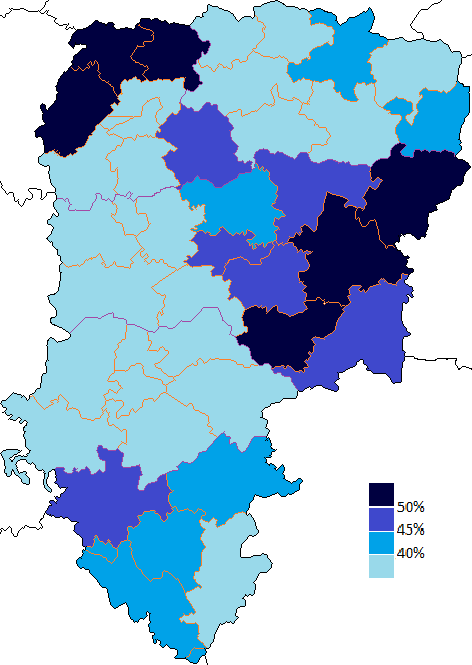
Résultats électoraux de la droite parlementaire au premier tour par canton.
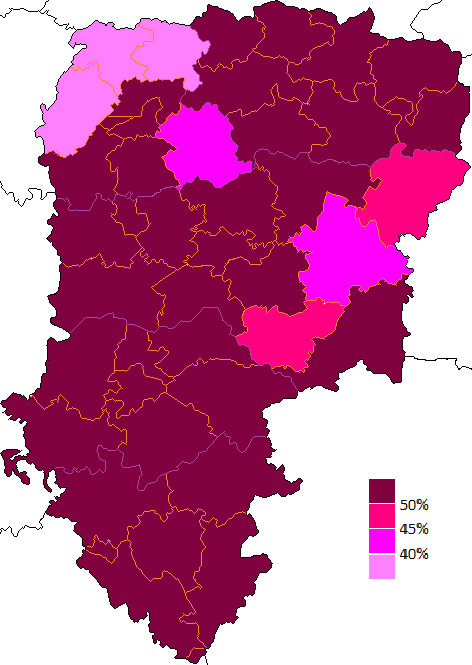
Résultats électoraux du Cartel des gauches au premier tour par canton.

En dépit d'un gain de 9 000 voix en quatre ans, la gauche parlementaire perd un siège dans l'Aisne. Dans la seconde circonscription de Saint-Quentin, le socialiste Marcel Bidoux échoue à succéder à Jean-Charles Deguise et s'incline face au conseiller général Éloi Blériot.
L'Aisne confirme toutefois son net ancrage à gauche. Au sein de ce camp, la SFIO prend de plus en plus le pas sur le parti radical, comme le montre le basculement de la seconde circonscription de Laon. Quant au parti communiste, toujours isolé, il perd la moitié de ses voix en quatre ans.

### Résultats à l'échelle du département
| Parti          | Parti                | Premier tour | Premier tour | Second tour | Second tour | Sièges |
| Parti          | Parti                | Voix         | %            | Voix        | %           | Sièges |
| -------------- | -------------------- | ------------ | ------------ | ----------- | ----------- | ------ |
|                | PRRRS                | 35 916       | 30,67        | 7 206       | 9,47        | 2      |
|                | SFIO                 | 29 069       | 24,82        | 31 919      | 41,95       | 3      |
|                | Cartel des gauches   | 64 985       | 55,49        | 38 937      | 51,17       | 5      |
|                |                      |              |              |             |             |        |
|                | Rad. indep.          | 16 812       | 14,36        | 5 572       | 7,32        | 0      |
|                | Rép. de g.           | 12 561       | 10,73        | 13 571      | 17,83       | 1      |
|                | RS                   | 9 934        | 8,48         | 8 903       | 11,70       | 1      |
|                | FR                   | 5 448        | 4,65         | 6 978       | 9,17        | 1      |
|                | Droite parlementaire | 44 755       | 38,22        | 35 024      | 46,03       | 2      |
|                |                      |              |              |             |             |        |
|                | PCF                  | 6 662        | 5,69         | 1 604       | 2,11        | 0      |
|                | Gauche communiste    | 6 662        | 5,69         | 1 604       | 2,11        | 0      |
|                |                      |              |              |             |             |        |
|                | Divers               | 706          | 0,60         | 532         | 0,70        |        |
|                |                      |              |              |             |             |        |
| Inscrits       | Inscrits             | 134 854      | 100,00       | 88 208      | 100,00      |        |
| Abstentions    | Abstentions          | 15 913       | 11,82        | 11 310      | 12,82       |        |
| Votants        | Votants              | 118 671      | 88,18        | 76 898      | 87,18       |        |
| Blancs et nuls | Blancs et nuls       | 1 563        | 1,32         | 801         | 1,04        |        |
| Exprimés       | Exprimés             | 117 108      | 98,68        | 76 097      | 98,96       |        |

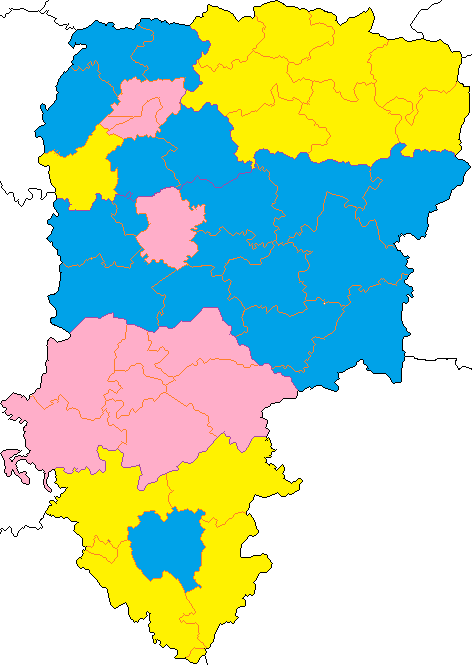
Nuance politique des candidats arrivés en tête dans chaque canton au 1er tour dans le département de l'Aisne.
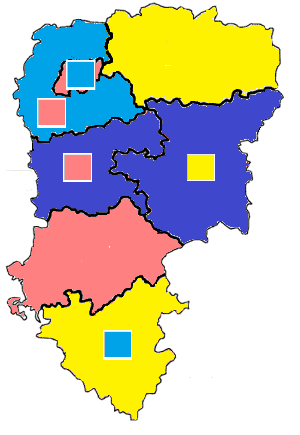
Nuance politique des candidats arrivés en tête dans chaque circonscription au 1er tour dans l'Aisne avec celle des candidats se maintenant au second tour.
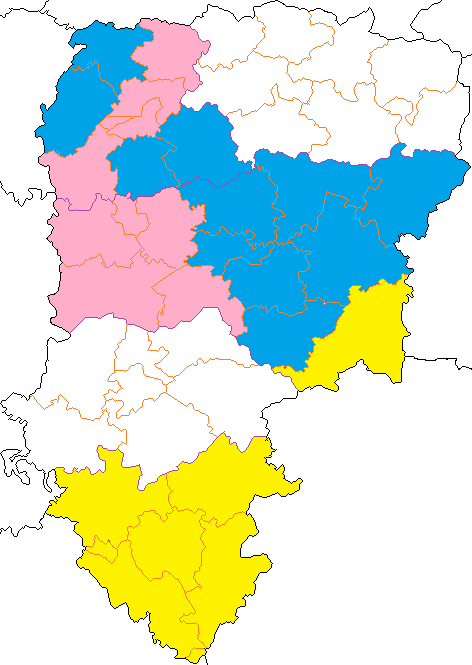
Nuance politique des candidats arrivés en tête dans chaque canton au 2e tour dans le département de l'Aisne.
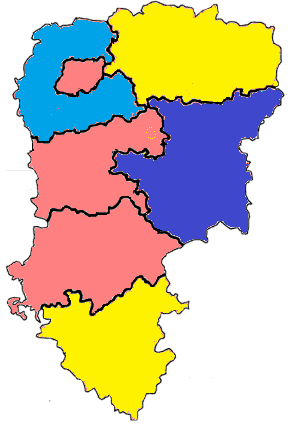
Nuance politique des députés élus dans chaque circonscription au 2e tour dans l'Aisne.

### Résultats par circonscription

#### Circonscription de Château-Thierry
- Député sortant : Henri Guernut (IDG), réélu sous l'étiquette (PRRRS).

| Candidat         | Candidat       | Parti          | Premier tour | Premier tour | Second tour | Second tour |
| Candidat         | Candidat       | Parti          | Voix         | %            | Voix        | %           |
| ---------------- | -------------- | -------------- | ------------ | ------------ | ----------- | ----------- |
|                  | Henri Guernut* | PRRRS          | 5 897        | 45,60        | 7 018       | 54,97       |
|                  | René Hachette  | Rad. Ind.      | 5 491        | 42,46        | 5 572       | 43,64       |
|                  | Paul Lambin    | SFIO           | 1 074        | 8,31         |             |             |
|                  | Paul Dugay     | PCF            | 456          | 3,53         | 160         | 1,25        |
|                  | Divers         | -              | 13           | 0,10         | 18          | 0,14        |
|                  |                |                |              |              |             |             |
| Inscrits         | Inscrits       | Inscrits       | 15 176       | 100,00       | 15 176      | 100,00      |
| Abstentions      | Abstentions    | Abstentions    | 2 137        | 14,08        | 2 360       | 15,55       |
| Votants          | Votants        | Votants        | 13 039       | 85,92        | 12 186      | 84,45       |
| Blancs et nuls   | Blancs et nuls | Blancs et nuls | 108          | 0,83         | 48          | 0,37        |
| Exprimés         | Exprimés       | Exprimés       | 12 931       | 99,17        | 12 768      | 99,63       |
| * député sortant |                |                |              |              |             |             |

#### Première circonscription de Laon
- Député sortant : Henri Rillart de Verneuil (RS), réélu.

| Candidat         | Candidat                  | Parti          | Premier tour | Premier tour | Second tour | Second tour |
| Candidat         | Candidat                  | Parti          | Voix         | %            | Voix        | %           |
| ---------------- | ------------------------- | -------------- | ------------ | ------------ | ----------- | ----------- |
|                  | Henri Rillart de Verneuil | RS             | 8 366        | 48,85        | 8 903       | 52,08       |
|                  | M. Bach                   | PRRRS          | 4 864        | 28,40        | 8 005       | 46,82       |
|                  | Jean Pierre-Bloch         | SFIO           | 3 424        | 19,99        | Retrait     | Retrait     |
|                  | Henri Decaux              | PCF            | 471          | 2,75         | 188         | 1,10        |
|                  |                           |                |              |              |             |             |
| Inscrits         | Inscrits                  | Inscrits       | 19 592       | 100,00       | 19 592      | 100,00      |
| Abstentions      | Abstentions               | Abstentions    | 2 251        | 11,49        | 2 350       | 11,99       |
| Votants          | Votants                   | Votants        | 17 341       | 88,51        | 17 242      | 88,01       |
| Blancs et nuls   | Blancs et nuls            | Blancs et nuls | 216          | 1,25         | 146         | 0,85        |
| Exprimés         | Exprimés                  | Exprimés       | 17 125       | 98,75        | 17 096      | 99,15       |
| * député sortant |                           |                |              |              |             |             |

#### Seconde circonscription de Laon
- Député sortant : Léon Accambray (PRRRS).
- Député élu : Marc Lengrand (SFIO).

| Candidat       | Candidat       | Parti          | Premier tour | Premier tour | Second tour | Second tour |
| Candidat       | Candidat       | Parti          | Voix         | %            | Voix        | %           |
| -------------- | -------------- | -------------- | ------------ | ------------ | ----------- | ----------- |
|                | M. Bergeron    | FR             | 5 448        | 31,82        | 6 978       | 41,11       |
|                | Marc Lengrand  | SFIO           | 5 171        | 30,20        | 9 467       | 55,77       |
|                | Léon Nanquette | PRRRS          | 5 072        | 29,62        | Retrait     | Retrait     |
|                | Adelin Migeon  | PCF            | 914          | 5,34         | 206         | 1,21        |
|                | M. Chacun      | -              | 517          | 3,02         | 325         | 1,91        |
|                |                |                |              |              |             |             |
| Inscrits       | Inscrits       | Inscrits       | 19 869       | 100,00       | 19 869      | 100,00      |
| Abstentions    | Abstentions    | Abstentions    | 2 517        | 12,67        | 2 683       | 13,50       |
| Votants        | Votants        | Votants        | 17 352       | 87,33        | 17 186      | 86,50       |
| Blancs et nuls | Blancs et nuls | Blancs et nuls | 230          | 1,33         | 210         | 1,22        |
| Exprimés       | Exprimés       | Exprimés       | 17 122       | 98,67        | 16 976      | 98,78       |

#### Première circonscription de Saint-Quentin
- Député sortant : Eugène Tricoteaux (SFIO), réélu.

| Candidat         | Candidat           | Parti          | Premier tour | Premier tour | Second tour | Second tour |
| Candidat         | Candidat           | Parti          | Voix         | %            | Voix        | %           |
| ---------------- | ------------------ | -------------- | ------------ | ------------ | ----------- | ----------- |
|                  | Eugène Tricoteaux* | SFIO           | 5 548        | 40,93        | 7 173       | 53,35       |
|                  | Raoul Braun        | Rép. de g.     | 4 618        | 34,07        | 5 397       | 40,14       |
|                  | Pierre Cambier     | PCF            | 1 756        | 12,95        | 853         | 6,34        |
|                  | Robert Bos         | PRRRS          | 1 633        | 12,05        | Retrait     | Retrait     |
|                  | Divers             | -              | 1            | 0,01         | 21          | 0,16        |
|                  |                    |                |              |              |             |             |
| Inscrits         | Inscrits           | Inscrits       | 15 497       | 100,00       | 15 497      | 100,00      |
| Abstentions      | Abstentions        | Abstentions    | 1 672        | 10,79        | 1 871       | 12,07       |
| Votants          | Votants            | Votants        | 13 825       | 89,21        | 13 626      | 87,93       |
| Blancs et nuls   | Blancs et nuls     | Blancs et nuls | 269          | 1,95         | 182         | 1,34        |
| Exprimés         | Exprimés           | Exprimés       | 13 556       | 98,05        | 13 444      | 98,66       |
| * député sortant |                    |                |              |              |             |             |

#### Seconde circonscription de Saint-Quentin
- Député sortant : Jean-Charles Deguise (SFIO).
- Député élu : Éloi Blériot (Rép. de g.).

| Candidat       | Candidat       | Parti          | Premier tour | Premier tour | Second tour | Second tour |
| Candidat       | Candidat       | Parti          | Voix         | %            | Voix        | %           |
| -------------- | -------------- | -------------- | ------------ | ------------ | ----------- | ----------- |
|                | Éloi Blériot   | Rép. de g.     | 6 413        | 40,80        | 8 174       | 51,69       |
|                | Marcel Bidoux  | SFIO           | 3 981        | 25,33        | 7 274       | 46,00       |
|                | M. Dupont      | PRRRS          | 2 672        | 17,00        | Retrait     | Retrait     |
|                | Paul Challe    | RS             | 1 568        | 9,98         | Retrait     | Retrait     |
|                | Paul Demoulin  | PCF            | 1 084        | 6,90         | 197         | 1,25        |
|                | Divers         | -              | -            | -            | 168         | 1,06        |
|                |                |                |              |              |             |             |
| Inscrits       | Inscrits       | Inscrits       | 18 074       | 100,00       | 18 074      | 100,00      |
| Abstentions    | Abstentions    | Abstentions    | 1 992        | 11,02        | 2 046       | 11,32       |
| Votants        | Votants        | Votants        | 16 082       | 88,98        | 16 028      | 90,68       |
| Blancs et nuls | Blancs et nuls | Blancs et nuls | 364          | 2,26         | 215         | 1,34        |
| Exprimés       | Exprimés       | Exprimés       | 15 718       | 97,74        | 15 813      | 98,66       |

#### Circonscription de Soissons
- Député sortant : Georges Monnet (SFIO), réélu.

|                  | Georges Monnet*   | SFIO           | 8 973  | 54,79  |  |  |
|                  | Robert Poulaine   | Rép. ind.      | 3 936  | 24,03  |  |  |
|                  | Fernand Doucedame | PRRRS          | 1 709  | 10,44  |  |  |
|                  | M. Régnier        | Rép. de g.     | 1 530  | 9,34   |  |  |
|                  | M. Thomas         | PCF            | 210    | 1,28   |  |  |
|                  | Divers            | -              | 19     | 0,12   |  |  |
|                  |                   |                |        |        |  |  |
| Inscrits         | Inscrits          | Inscrits       | 18 816 | 100,00 |  |  |
| Abstentions      | Abstentions       | Abstentions    | 2 339  | 12,43  |  |  |
| Votants          | Votants           | Votants        | 16 477 | 87,57  |  |  |
| Blancs et nuls   | Blancs et nuls    | Blancs et nuls | 100    | 0,61   |  |  |
| Exprimés         | Exprimés          | Exprimés       | 16 377 | 99,39  |  |  |
| * député sortant |                   |                |        |        |  |  |

#### Circonscription de Vervins
- Député sortant : Albert Hauet (PRRRS), réélu.

|                  | Albert Hauet*  | PRRRS          | 14 069 | 57,95  |  |  |
|                  | M. Charrier    | Rad. indep.    | 7 385  | 30,42  |  |  |
|                  | Lucien Depreux | PCF            | 1 771  | 7,29   |  |  |
|                  | M. Kiefé       | SFIO           | 898    | 3,70   |  |  |
|                  | M. Ducamps     | -              | 156    | 0,64   |  |  |
|                  |                |                |        |        |  |  |
| Inscrits         | Inscrits       | Inscrits       | 27 560 | 100,00 |  |  |
| Abstentions      | Abstentions    | Abstentions    | 3 005  | 10,90  |  |  |
| Votants          | Votants        | Votants        | 24 555 | 89,10  |  |  |
| Blancs et nuls   | Blancs et nuls | Blancs et nuls | 276    | 1,12   |  |  |
| Exprimés         | Exprimés       | Exprimés       | 24 279 | 98,88  |  |  |
| * député sortant |                |                |        |        |  |  |

## Rappel des résultats départementaux des élections de 1928

### Élus en 1928
| Circ.           | Élu(e) | Élu(e) | Élu(e)                    | Élu(e)               | Élu(e)               | Battu(e) (seconde place) | Battu(e) (seconde place) | Battu(e) (seconde place) | Battu(e) (seconde place) | Battu(e) (seconde place) |
| Circ.           | Parti  | Parti  | Nom                       | % suffrages exprimés | % suffrages exprimés | Parti                    | Parti                    | Nom                      | % suffrages exprimés     | % suffrages exprimés     |
| Circ.           | Parti  | Parti  | Nom                       | 1er tour             | 2e tour              | Parti                    | Parti                    | Nom                      | 1er tour                 | 2e tour                  |
| --------------- | ------ | ------ | ------------------------- | -------------------- | -------------------- | ------------------------ | ------------------------ | ------------------------ | ------------------------ | ------------------------ |
| Château-Thierry |        | IDG    | Henri Guernut             | 36,78 %              | 51,86 %              |                          | Rad. ind.                | René Hachette            | 37,50 %                  | 45,04 %                  |
| Laon-1          |        | FR     | Henri Rillart de Verneuil | 53,35 %              | -                    |                          | PRRRS                    | Léon Nanquette           | 25,91 %                  | -                        |
| Laon-2          |        | PRRRS  | Léon Accambray            | 39,24 %              | 55,74 %              |                          | FR                       | Lucien Lacambre          | 28,48 %                  | 40,78 %                  |
| Saint-Quentin-1 |        | SFIO   | Eugène Tricoteaux         | 35,73 %              | 52,24 %              |                          | FR                       | Raoul Braun              | 33,86 %                  | 40,17 %                  |
| Saint-Quentin-2 |        | SFIO   | Jean-Charles Deguise      | 31,11 %              | 51,07 %              |                          | FR                       | Charles Desjardins       | 47,25 %                  | 48,36 %                  |
| Soissons        |        | SFIO   | Georges Monnet            | 27,94 %              | 53,91 %              |                          | FR                       | Henri Ferté              | 34,98 %                  | 44,14 %                  |
| Vervins         |        | PRRRS  | Albert Hauet              | 44,04 %              | 57,41 %              |                          | FR                       | Émile Villemant          | 34,19 %                  | 32,95 %                  |